# Campeonato Mundial de Curling em cadeira de rodas
O Campeonato Mundial de Curling em cadeira de rodas é um evento organizado pela Federação Mundial de Curling que reúne as melhores equipes do mundo. É disputado por equipes mistas anualmente, exceto em ano de Jogos Paraolímpicos de Inverno.

## Edições

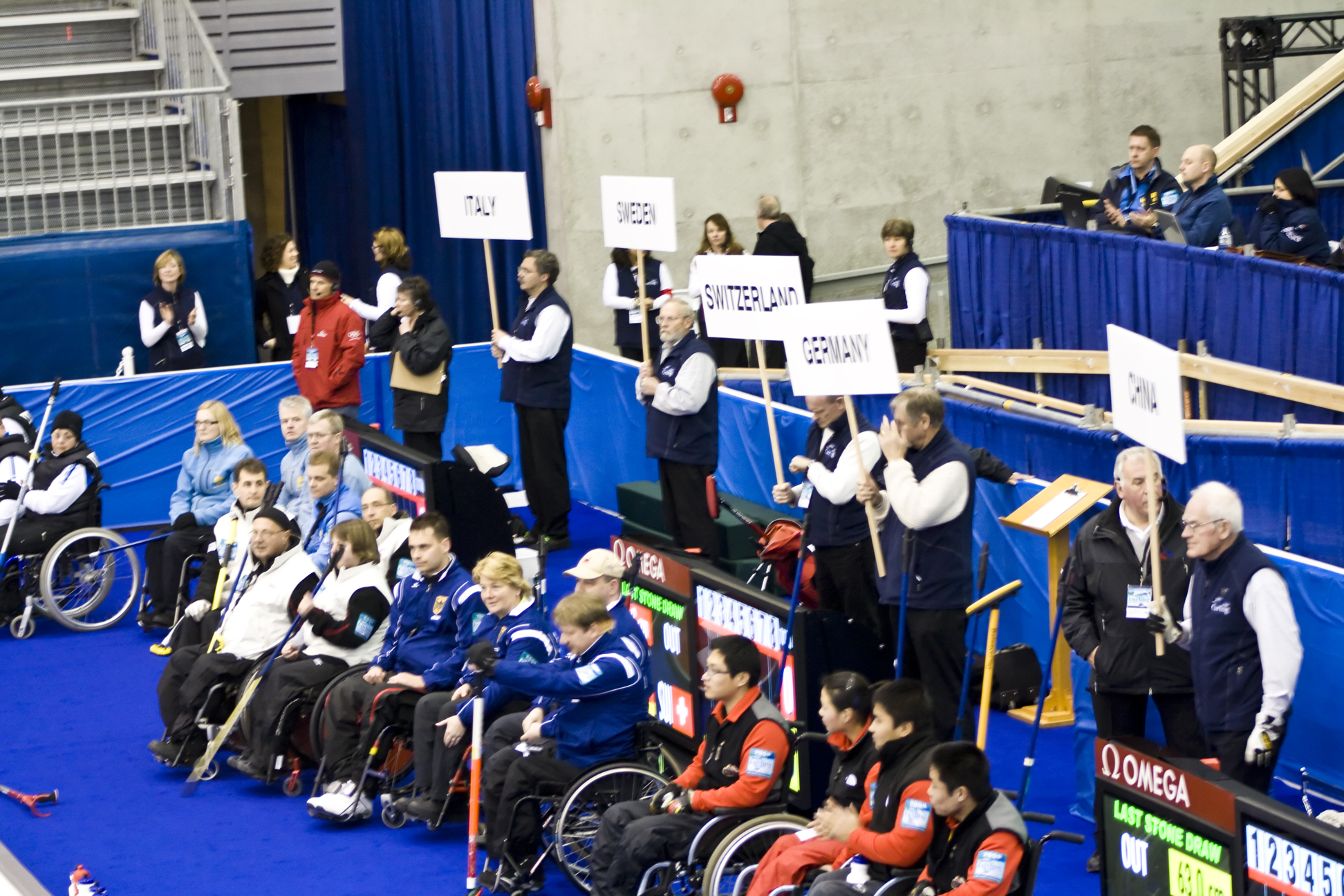
Equipes se apresentam para o Mundial 2009.

| Edição         | Ouro    | Prata         | Bronze         |
| Sursee 2002    | Suíça   | Canadá        | Escócia        |
| Sursee 2004    | Escócia | Suíça         | Canadá         |
| Glasgow 2005   | Escócia | Dinamarca     | Suíça          |
| Sollefteå 2007 | Noruega | Suíça         | Escócia        |
| Sursee 2008    | Noruega | Coreia do Sul | Estados Unidos |
| Vancouver 2009 | Canadá  | Suécia        | Alemanha       |

### Medalhas
| Ordem | País           | Medalha de ouro | Medalha de prata | Medalha de bronze | Total |
| ----- | -------------- | --------------- | ---------------- | ----------------- | ----- |
| 1     | SCO Escócia    | 2               |                  | 2                 | 4     |
| 2     | Noruega        | 2               |                  |                   | 2     |
| 3     | Suíça          | 1               | 2                | 1                 | 4     |
| 4     | Canadá         | 1               | 1                | 1                 | 3     |
| 5     | Dinamarca      |                 | 1                |                   | 1     |
| 5     | Coreia do Sul  |                 | 1                |                   | 1     |
| 5     | Suécia         |                 | 1                |                   | 1     |
| 8     | Estados Unidos |                 |                  | 1                 | 1     |
| 8     | Alemanha       |                 |                  | 1                 | 1     |
| TOTAL | TOTAL          | 6               | 6                | 6                 | 18    |